# Кремс-ин-Кернтен
Кремс-ин-Кернтен (нем. Krems in Kärnten) — община (Gemeinde) в Австрии, в федеральной земле Каринтия.
Входит в состав округа Шпитталь. Население составляет 2044 человека (на 31 декабря 2005 года). Занимает площадь 207,11 км². Официальный код — 2 06 42.

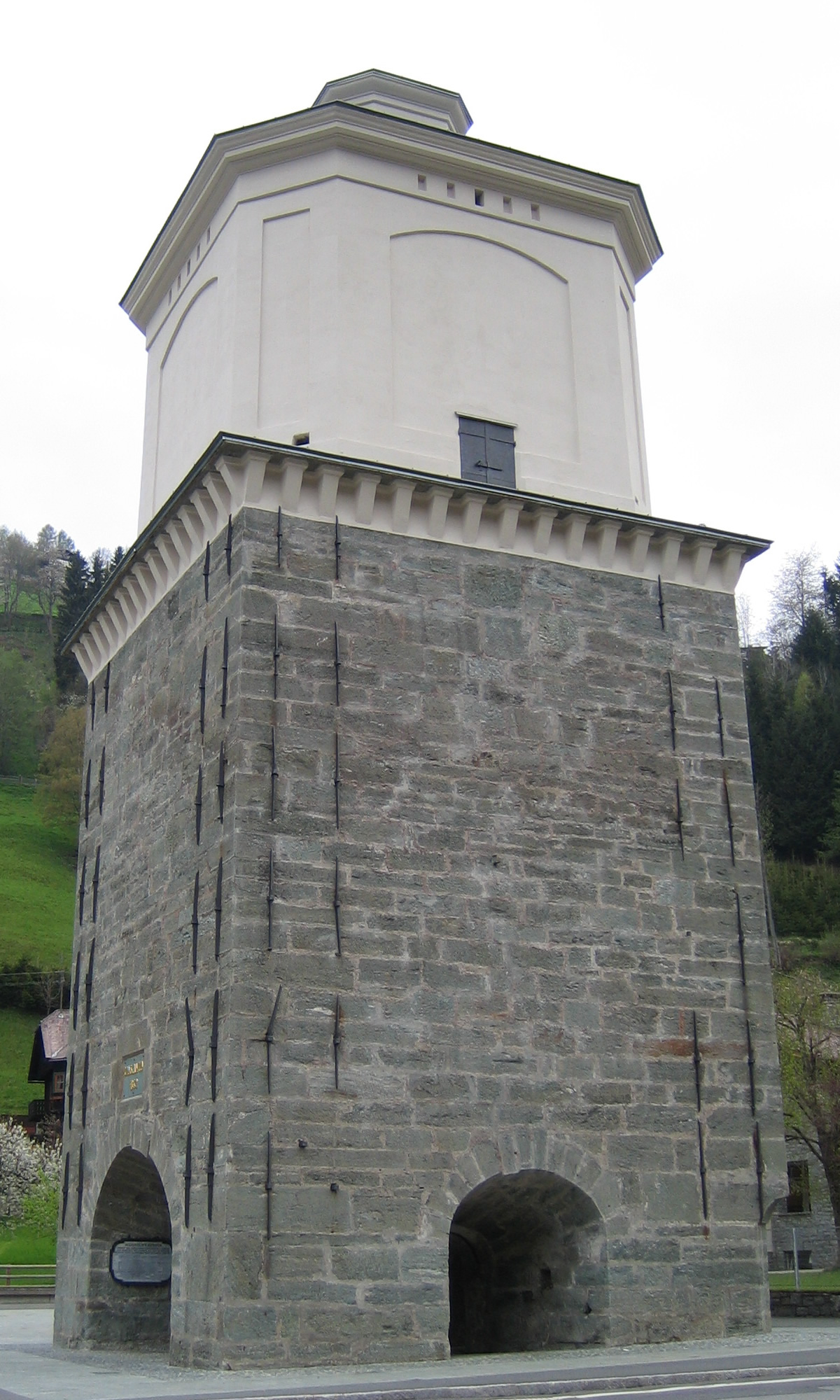
Кремс

## Политическая ситуация
Бургомистр общины — Иоганн Винклер (СДПА) по результатам выборов 2009 года.
Совет представителей общины (нем. Gemeinderat) состоит из 19 мест.
Распределение мест:
- СДПА занимает 8 мест;
- АНП занимает 6 мест;
- АПС занимает 5 мест.